# Andreas Oldeberg
Andreas Emil Oldeberg, född 15 augusti 1892 i Vänge-Läby församling, död 31 december 1980 i Uppsala, var en svensk arkeolog som främst fokuserade på den äldre bronsåldern i Norden.
Andreas Oldeberg var son till folkskolläraren Erik August Andreas Andersson. Efter studentexamen vid Uppsala högre allmänna läroverk 1914 var han 1917-1923 affärs- och bankanställd innan han 1923 började studera vid Stockholms högskola. Efter en filosofie kandidatexamen i arkeologi blev Oldeberg 1928 amanuens vid Statens historiska museum. Här kom han sedan att stanna fram till sin pensionering, främst i arbete med att dokumentera och ordna samlingarna. Oldeberg deltog även i arkeologiska undersökningar men var ingen utpräglad fältarkeolog. Kombinerat med sitt arbete blev han 1932 student vid Uppsala universitet, 1932 filosofie licentiat och 1934 filosofie doktor där. Oldeberg blev 1944 extraordinarie andre antikvarie vid Statens historiska museum, antikvarie där 1946 och var 1953-1958 förste antikvarie och föreståndare för museets sten- och bronsåldersavdelningar. Oldeberg blev 1962 korresponderande ledamot av Kungliga Vitterhets Historie och Antikvitets Akademien.
Oldebergs doktorsavhandling Det nordiska bronsåldersspännets historia från 1933 var ett pionjär arbete där han använde tekniska och naturvetenskapliga analyser för att förstå hur metallråvarorna hade behandlats och användningen av tekniker av bronsålderns smedhantverkare. Att analysera fynd med naturvetenvetenskapliga metoder var banbrytande.
Oldeberg S intresserade sig också för stenåldern. Hans Studien über die schwedische Bootaxtkultur var en sammanfattning av den äldre forskningen om stridsyxkulturen. Modernare forskning byggt på andra metoder har omvärderat kulturen så verket har mest vetenskapshistoriskt värde.
Mer bestående är de teknologiska verken Metallteknik under förhistorisk tid 1–2  och Metallteknik under vikingatid och medeltid. I dessa skrifter behandlas metallernas ursprung och brytning, halvfabrikat i tillverkningen, olika legeringar, föremålens mekanisk bearbetning och hur gjutningen gick till. Verkstadsplatser studeras också.
Över 80 år gammal gav Oldeberg ut Die ältere Metallzeit in Schweden, 1–2 1974–7196. Boken sammanfattar föremålen från den nordiska bronsåldern äldre del. Nästan alla vid 1970-talets början kända fynd från äldre bronsålder finns med avbildade och med kommentarer och litteraturhänvisningar. Oldebergs bibliografi sammanfattades i Fornvännen 1983.